# Piper demoratum
Piper demoratum är en pepparväxtart som beskrevs av William Trelease. Piper demoratum ingår i släktet Piper och familjen pepparväxter. Inga underarter finns listade i Catalogue of Life.